# Peace in Our Time
Peace in Our Time è il nono album di studio del gruppo hardcore punk e straight edge statunitense Good Riddance, pubblicato nel 2015 dalla Fat Wreck Chords.

## Tracce
I testi delle tracce sono stati scritti da Russ Rankin. Tra parentesi sono indicati gli autori delle musiche.
1. - Disputatio (Pabich) - 1:47
2. - Contrition (Rankin) - 2:03
3. - Take It to Heart (Rankin) - 2:25
4. - Half Measures (Pabich) - 1:56
5. - Grace and Virtue (Rankin) - 2:01
6. - No Greater Fight (Pabich) - 1:20
7. - Dry Season (Rankin) - 2:20
8. - Teachable Moments (Rankin) - 1:33
9. - Washed Away (Rankin) - 1:54
10. - Our Better Nature (Pabich) - 1:45
11. - Shiloh (Chuck Platt) - 1:41
12. - Running on Fumes (Rankin) - 2:35
13. - Year Zero (Pabich) - 1:52
14. - Glory Glory (Rankin) - 1:40

## Formazione
- Russ Rankin – voce
- Luke Pabich – chitarra
- Chuck Platt – basso
- Sean Sellers - batteria